# Atletica leggera femminile ai Giochi della XI Olimpiade
Ai Giochi della XI Olimpiade di Berlino 1936 sono stati assegnati 6 titoli nell'atletica leggera femminile.

## Calendario
| Gare        |       |       |          |          |   |                   |                   |   |   |  |  |
|             | 100 m | 100 m | 80 m ost | 80 m ost |   | Staffetta 4x100 m | Staffetta 4x100 m | 6 |   |  |  |
| Giavellotto |       | Disco |          |          |   |                   | Alto              | 6 |   |  |  |
|             |       |       |          |          |   |                   |                   |   |   |  |  |
| Titoli      | 1     | -     | 2        | -        | 1 | -                 | -                 | 2 | 6 |  |  |

|  | Qualificazioni |  | Finali |

Il calendario è identico a quello di Los Angeles 1932.

## Nuovi record
I due record mondiali sono, per definizione, anche record olimpici.
| Nuovo record mondiale in | 2 specialità: | 80 hs e staffetta 4×100 m.                        |
| Nuovo record olimpico in | 3 specialità: | 100 m, lancio del disco e lancio del giavellotto. |

## Risultati delle gare
| Specialità | Oro                                                                    | Risultato     | Argento                                                            | Risultato     | Bronzo                                                                | Risultato     | Dettagli            |
| --- | ---------------------------------------------------------------------- | ------------- | ------------------------------------------------------------------ | ------------- | --------------------------------------------------------------------- | ------------- | ------------------- |
| 100 m | Helen Stephens                                                         | 11"5          | Stanisława Walasiewicz                                             | 11"7          | Käthe Krauß                                                           | 11"9          | Classifica completa |
| 80 m ostacoli | Ondina Valla                                                           | 11"7 (11"748) | Anni Steuer                                                        | 11"7 (11"809) | Betty Taylor                                                          | 11"7 (11"811) | Classifica completa |
| Salto in alto | Ibolya Csák                                                            | 1,60 m        | Dorothy Odam                                                       | 1,60 m        | Elfriede Kaun                                                         | 1,60 m        | Classifica completa |
| Lancio del disco | Gisela Mauermayer                                                      | 47,63 m       | Jadwiga Wajs                                                       | 46,22 m       | Paula Mollenhauer                                                     | 39,80 m       | Classifica completa |
| Lancio del giavellotto | Tilly Fleischer                                                        | 45,18 m       | Luise Krüger                                                       | 43,29 m       | Maria Kwaśniewska                                                     | 41,80 m       | Classifica completa |
| Staffetta 4×100 m | Stati Uniti Harriet Bland Annette Rogers Betty Robinson Helen Stephens | 46"9          | Regno Unito Eileen Hiscock Violet Olney Audrey Brown Barbara Burke | 47"6          | Canada Dorothy Brookshaw Jeanette Dolson Hilda Cameron Aileen Meagher | 47"8          | Classifica completa |
| record mondiale; record olimpico; record mondiale stagionale; record africano; record asiatico; record europeo; record nord-centroamericano e caraibico; record sudamericano; record oceaniano; record nazionale; record personale; record personale stagionale. |                                                                        |               |                                                                    |               |                                                                       |               |                     |